# Gruppo di Prüfer
In  matematica e più precisamente in teoria dei gruppi, il p-gruppo di Prüfer, Z(p∞), per un numero primo p, è l'unico p-gruppo di torsione in cui ogni elemento ha esattamente p radici p-esime distinte.

## Altre rappresentazioni
Il p-gruppo di Prüfer si può rappresentare anche in molti altri modi equivalenti. Ad esempio, è facile mostrare che esso è isomorfo al p-sottogruppo_di_Sylow di Q/Z formato dagli elementi che hanno ordine una potenza di p, o equivalentemente,
{\displaystyle \mathbf {Z} (p^{\infty })\cong \mathbf {Z} [1/p]/\mathbf {Z} .}
Il p-gruppo di Prüfer può anche essere visto come sottogruppo del sottogruppo moltiplicativo dei complessi, C*; esso è infatti isomorfo al gruppo formato da tutte le radici pn-esime dell'unità al variare di n tra i numeri naturali (e dunque è anche un sottogruppo del gruppo circolare, 'U (1)).
{\displaystyle \mathbf {Z} (p^{\infty })\cong \{\exp(2\pi in/p^{m})\mid n\in \mathbf {Z} ^{+},\,m\in \mathbf {Z} ^{+}\}\;\leq \mathbb {C} ^{*}.}
Infine il p-gruppo di Prüfer si può determinare anche attraverso la sua presentazione
{\displaystyle \mathbf {Z} (p^{\infty })\cong \langle x_{1},x_{2},...\mid x_{1}^{p}=1,x_{2}^{p}=x_{1},x_{3}^{p}=x_{2},...\rangle }.

## Proprietà elementari
- Il p-gruppo di Prüfer è l'unico p-gruppo che è localmente ciclico, cioè tale che ogni suo sottogruppo generato da un numero finito di elementi è ciclico. Inoltre esso è un gruppo divisibile.

- I p-gruppi di Prüfer sono gli unici gruppi infiniti i cui sottogruppi sono totalmente ordinati dall'inclusione:

{\displaystyle 0\subset \mathbf {Z} /p\subset \mathbf {Z} /p^{2}\subset \mathbf {Z} /p^{3}\subset \cdots \subset \mathbf {Z} (p^{\infty })}
Questa sequenza mostra inoltre come sia possibile rappresentare i p-gruppi di Prüfer anche come limiti diretti dei propri sottogruppi finiti.
- Nella teoria dei gruppi localmente compatti il p-gruppo di Prüfer fornito della topologia discreta è il duale di Pontryagin del gruppo compatto degli interi p-adici (e viceversa).[1]

- Come Z-modulo, il p-gruppo di Prüfer è artiniano, ma non noetheriano, e, allo stesso modo, come gruppo è artiniano ma non noetheriano.